# Sam Huff
Robert Lee Huff, detto Sam (Edna, 4 ottobre 1934 – Winchester, 13 novembre 2021), è stato un giocatore di football americano statunitense che ha militato nel ruolo di linebacker per quattordici stagioni nella National Football League (NFL). È stato inserito nella Pro Football Hall of Fame nel 1982.

## Carriera

### New York Giants
Huff fu scelto nel corso del terzo giro del Draft NFL 1956 dai New York Giants. Nel training camp, il capo-allenatore Jim Lee Howell fu in difficoltà nel trovare il ruolo adeguato per Huff. Scoraggiato, Sam lasciò il camp ma fu fermato all'aeroporto dall'assistente allenatore Vince Lombardi, che lo riportò indietro.
Successivamente, il coordinatore difensivo Tom Landry sviluppò il nuovo schema difensivo 4-3 che pensò potesse adattarsi perfettamente ad Huff. I Giants lo fecero passare quindi al ruolo di middle linebacker dietro Ray Beck. Ad Huff piacque il nuovo ruolo poiché poteva alzare la testa ed utilizzare la sua superba visione periferica per vedere l'intero campo. Il 7 ottobre 1956 in una gara contro i Chicago Cardinals, Beck si infortunò e Huff giocò la sua prima gara da professionista, guidando i Giants a cinque vittorie consecutive e a un record di 8–3–1, vincendo la propria conference. New York vinse poi la finale del campionato del 1956 e Huff il primo rookie tra i middle linebacker a partire come titolare in una finale.
Nel 1958, i Giants vinsero ancora la conference tornando in finale. La gara, terminata ai supplementari, diventò una delle più note della storia della NFL e fu vinta dai Baltimore Colts per 23-17.
L'anno successivo, Huff e i Giants tornarono in finale dove persero nuovamente 31–16 coi Colts. Inoltre in quell'anno, Huff divenne il primo giocatore della storia della NFLad apparire sulla copertina di Time magazine il 30 novembre 1959.
I Giants tornarono in finale guidati dal nuovo allenatore Allie Sherman nel 1961, 1962 e 1963, venendo sempre sconfitti. Dopo aver ricevute rassicurazioni contrarie in proposito, nel 1964 Sherman scambiò Huff coi Washington Redskins per il defensive tackle Andy Stynchula e il running back Dick James. La mossa di mercato guadagnò le prime pagine dei giornali di New York e fu esplicitamente osteggiata dai tifosi dei Giants, i quali si radunarono allo Yankee Stadium gridando "Huff-Huff-Huff-Huff".
Huff fu selezionato per 4 Pro Bowl coi Giants dal 1959 al 1963, venendo nominato MVP nel 1961.

### Washington Redskins
Huff si unì ai Redskins nel 1964 e il suo impatto fu quasi immediato con la difesa dei Redskins che si classificò al secondo posto nella NFL.
Il 27 novembre 1966, Huff e i Redskins batterono i 72–41, la gara col punteggio più alto della storia della NFL. Un infortunio alla caviglia nel 1967 interruppe la sua striscia di 150 gare consecutive disputate. Huff si ritirò nel 1968.
Vince Lombardi convinse Sam a tornare a giocare nel 1969 quando fu nominato capo-allenatore di Washington. I Redskins conclusero la stagione con un record 7-5-2 ed ebbero la loro miglior stagione dal 1955 (mantenendo immacolato il record di Lombardi che non guidò mai una squadra a una stagione con un record perdente). Huff si ritirò definitivamente dopo 14 stagioni e 30 intercetti in carriera. Nel 1970 passò una stagione come allenatore dei linebacker dei Redskins.

## Vittorie e premi
- Campione NFL (1956)
- (5) Pro Bowl (1958, 1959, 1960, 1961, 1964)
- (4) First-team All-Pro (1957, 1958, 1959, 1960)
- (2) Second-team All-Pro (1961, 1963)
- MVP del Pro Bowl (1961)
- Formazione ideale della NFL degli anni 1950
- 80 Greatest Redskins
- Redskins Ring of Fame
- Pro Football Hall of Fame (classe del 1982)
- College Football Hall of Fame
- Classificato al #93 tra i migliori cento giocatori di tutti i tempi da NFL.com